# Lijst van verdeelde eilanden
Verdeelde eilanden zijn eilanden die niet aan een enkel land toebehoren, maar door landsgrenzen verdeeld worden in grondgebied van meerdere souvereine staten.
| Eiland                                                           | Coördinaten                   | Landen                                                                 | Opmerking(en)                                                                                        |
| ---------------------------------------------------------------- | ----------------------------- | ---------------------------------------------------------------------- | --- |
| Bolsjoj Oessoeriejski                                            | 48° 22′ NB, 134° 49′ OL       | China en Rusland                                                       | Beheersverdrag sinds 2008                                                                            |
| Borneo                                                           | 0° 11′ ZB, 113° 41′ OL        | Brunei, Indonesië en Maleisië                                          | Naam ontleend aan Brunei                                                                             |
| Cyprus                                                           | 35° 8′ NB, 33° 28′ OL         | Republiek Cyprus, Turkse Republiek Noord-Cyprus en Verenigd Koninkrijk | Turkije erkent als enige land de Turkse Republiek                                                    |
| Hanseiland                                                       | 80° 50′ NB, 66° 27′ WL        | Canada en Denemarken                                                   | |
| Hispaniola                                                       | 19° 0′ NB, 70° 40′ WL         | Dominicaanse Republiek en Haïti                                        | In de Dominicaanse Republiek viert men jaarlijks de onafhankelijkheid van Haïti.                     |
| Ierland                                                          | 53° 28′ NB, 7° 46′ WL         | Ierland en Verenigd Koninkrijk (NO)                                    | Voor meer informatie over het Noord-Ierse conflict zie The Troubles.                                 |
| Kataja                                                           | 65° 43′ NB, 24° 9′ OL         | Finland en Zweden                                                      | |
| Koiluoto                                                         | 60° 30′ NB, 27° 46′ OL        | Finland en Rusland                                                     | |
| Märket                                                           | 60° 18′ 3″ NB, 19° 07′ 53″ OL | Finland (O) en Zweden (W)                                              | Finland heeft per ongeluk een vuurtoren gebouwd op het Zweedse deel, waarna de grens aangepast werd. |
| Nieuw-Guinea                                                     | 5° 20′ ZB, 141° 36′ OL        | Indonesië (W) en Papoea-Nieuw-Guinea (O)                               | Het westelijk deel was tot augustus 1962 Nederlands gebied                                           |
| Sint Maarten                                                     | 18° 4′ NB, 63° 4′ WL          | Frankrijk (N) en Koninkrijk der Nederlanden (Z)                        | Zelfbestuur sinds 2007 (N); Zelfstandig op 10 oktober 2010 (Z)                                       |
| Timor                                                            | 9° 14′ ZB, 124° 56′ OL        | Indonesië en Oost-Timor                                                | Nederland had van halverwege de 16e eeuw tot 1914 grensgeschillen met Portugal in Oost-Timor         |
| Usedom                                                           | 53° 56′ NB, 14° 5′ OL         | Duitsland (W) en Polen (O)                                             | |
| Vuurland                                                         | 54° 6′ ZB, 68° 36′ WL         | Argentinië (O) en Chili (W)                                            | |
| Naamloos gebied tussen Orinoco, Casiquiare, Rio Negro en Amazone | 3° 8′ NB, 65° 53′ WL          | Venezuela, Guyana, Suriname, Frankrijk en Brazilië                     | Grootste bifurcatie (riviersplitsing) ter wereld.                                                    |